# Le Matos

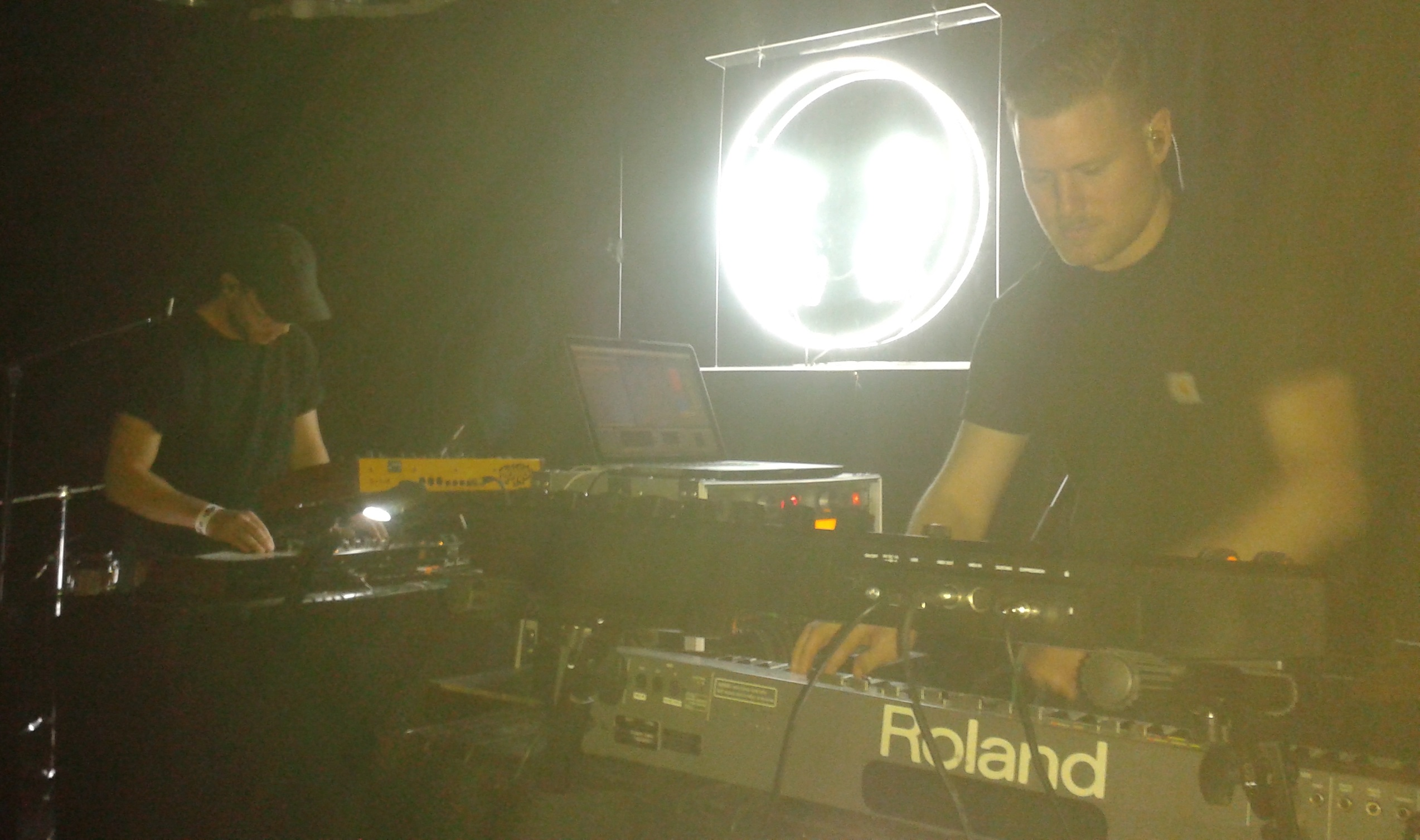
Le Matos

Le Matos est un duo de musique électronique québécois.

## Biographie
Le Matos est formé de Jean-Philippe Bernier et Jean-Nicolas Leupi. Ils partagent tous les deux une passion pour le cinéma et sont particulièrement inspirés de la musique de films des années 1980 comme Vangelis, John Carpenter, Tangerine Dream, Shuki Levy et Goblin,.
Le duo se fait connaître en "remixant" des chansons d'artistes comme Cœur de pirate, We Have Band et Electric Youth. En 2013, ils font paraître leur premier album, Join Us.
En 2015, ils composent la trame sonore du film Turbo Kid qu'ils incluent dans un double album Chronicles of the Wasteland/Turbo Kid Original Motion Picture Soundtrack, paru sous l'étiquette Death Waltz aux États-Unis et sous Fantôme Records au Canada,.

## Discographie
- Join Us (2013)
- Chronicles of the Wasteland/Turbo Kid (Original Motion Picture Soundtrack) (2015)
- Summer of 84 (Original Motion Posture Soundtrack) (2018)